# Las Juntas (Juchitlán)
Las Juntas en el municipio de Juchitlán, Jalisco, en México. Está localizado a una hora por carretera pavimentada de San José de los Guajes, y resto mitad pavimentada y mitad terracería transitable todo el año. Otro acceso es por la Cofradía. En él confluyen los ríos Armería y Corcobado o Tecolotlan. A unos pocos minutos está la presa de Las Piedras.